# 첩성 사건
첩성 사건(捷成事件)은 5·29 사건이라고도 하며, 1922년 5월 28일을 기점으로 포르투갈령 마카오에서 일어난 대규모 민중운동이다. 도화선이 된 사건의 발생 다음 날인 5월 29일, 백안당(白眼塘, 포르투갈어 명칭은 Bairro da Caldeira)의 첩성극장(捷成戲院) 터에 세워진 백안당 경찰서(白眼塘警署) 앞에서 경찰과 민중이 충돌을 빚었고, 첩성 사건과 5·29 사건이란 명칭은 여기서 유래했다. 충돌 와중 포르투갈 경찰이 중국 노동자들에게 무차별 발포했기에, 포경도살화공사건(葡警屠殺華工事件) 이라고도 불린다.
사건의 결과 약 200여명이 죽고 다쳤으며. 문제를 일으킨 경찰서는 해체되었다. 사건으로 인해 인구가 일시적으로 70%가량 감소했고, 마카오는 적막에 빠졌다. 마카오의 노동 운동 또한 중대한 좌절을 겪었다.

## 배경
20세기 초 잇따라 공화정을 수립한 포르투갈과 중국은 식민지 마카오의 지위와 주권 문제로 논쟁을 계속하고 있었다. 당시 중국에서는 마카오의 주권을 회수해야 한다는 민중의 목소리도 점차 커지고 있었지만, 포르투갈은 (식민지 영토 문제에 있어) 여전히 청 말기에 조약을 맺을 당시의 경계를 고집했다. 중-포 간 담판은 번번이 합의를 이끌어내지 못했고, 양국 관계는 저조해졌다. 그에 더해, 포르투갈 식민지 정부가 일방적으로 마카오에서 간척을 벌이고 포르투갈 해군이 중국 군대를 포격하는 사건까지 벌어지자 양국 관계는 더욱 긴장되었다.

## 원인
1922년 5월 28일, 한 아프리카계 포르투갈 병사가 신마로(新馬路, 포르투갈어 명칭은 Avenida de Almeida Ribeiro)에서 중국 여성을 희롱해 지나가던 사람들의 분노를 사고 그 자리에서 폭행을 당했는데, 여러 사람이 가세해서 싸움으로 번지게 된다. 포르투갈 식민지 경찰이 현장에 도착해 사건을 수습했으나, 치안을 어지럽혔다는 명목으로 싸움에 가세한 중국인 노동자 3명을 체포해 갔다. 이 소식을 들은 마카오 시민들은 불만을 품게 되었다.

## 사건경과
5월 28일 아침, 마카오 연합 총공회(澳門聯合總工會), 6단(6團), 공친애회(工親愛會) 등 노동조합단체는 강남차루(江南茶樓)에서 체포된 노동자들에 대한 보석 의사를 표명하고, 의논 후 대표를 첩성극장 옛 터에 있는 백안당 경찰서에 파견했다.만여 명에 달하는 시민과 노동자들이 경찰서를 둘러싸고 밤새 대표들을 성원했다. 이에 식민당국은 아프리카인 군대를 포르투갈 경찰에 지원했다.
5월 29일 새벽, 경찰 측은 경찰서 교대를 위해 모여 있는 군중 측에 해산을 요구했으나, 군중은 해산을 거부했다. 군·경은 총을 쏴 민중을 진압했으며 70명이 죽고 130여명이 다쳤다. 사건 이후 당국이 현장에 있던 시신을 배로 운반해 바다에 던졌다는 이야기도 돌았다.
무력진압은 또다시 시민들의 불만을 불러일으켰고, 노동자들은 마카오 전체에서의 파업, 철시 및 휴학으로 항의를 표했다. 또한 7만여명의 시민이 중국 본토로 피신해 당시 마카오는 거의 죽은 도시로 변했다.
6월 1일 포르투갈 식민지 정부는 모든 노동에 즉시 복귀하라는 명령을 내렸고, 파업을 주도한 68개의 노동조합을 해산시켰다.
사건은 중국 본토에 전해진 뒤 엄청난 파문을 일으켰고, 6월 1일 광저우 시에서는 만여 명의 군중이 자발적으로 대 포르투갈 국민집회를 열어 중국 정부가 가능한 빨리 마카오 주권을 회수할 것을 요구했다. 이후 중국 노동조합 서기부는 여타 9개 단체와 연합해 모든 중국인을 대상으로 포르투갈 식민 정부에 항의하는 내용의 전단을 배포했다. 전단에는 아래와 같은 문장이 실렸다:
포르투갈 관원의 이러한 야만적인 폭행은 그야말로 중국인을 땅강아지나 개미 취급하는 것이니 (...) 만약 이를 그저 광악(廣樂)의 사건으로만 여기고 항의하지 않으려 한다면 우리 나라는 오래지 않아 망할 것이다. (..) 이 일은 국가의 안위와 노동자의 명예에 관한 것이며 모두가 일치 단결하여 일어나 싸워야 한다.

6월 2일, 마카오 노동조합은 2명의 대표를 광저우의 쑨원과 당시 외교부장이었던 우팅팡에게 파견했고, 마카오에 순양함을 들여보내 포르투갈 식민 정부에 항의할 것을 요구하였다. 이 요구가 받아들여졌고, 6월 4일 주 광저우 포르투갈 영사에게 중국 정부의 3개조 요구안이 제출되었다.
- 모든 아프리카계 군대를 마카오에서 철수시킬 것

- 피해를 입은 중국인에게 배상할 것

- 마카오에서의 아편, 도박을 영구히 금지할 것

3일 뒤 주 광저우 포르투갈 영사는 발포 진압은 마카오 내부의 일이고, 중국 정부는 간섭할 수 없으며 포르투갈 식민 정부는 살해된 중국인에게 배상할 의무가 없다고 답했다. 6월 10일, 주 광저우 포르투갈 영사는 다시 포르투갈 식민 정부의 사과와, 발포한 군·경에 대한 엄정한 처벌, 이전에 제출한 3개 요구안을 이행할 것을 담은 중국 정부의 문건을 받게 된다. 그러나 며칠 뒤 당시 광둥성 성장 천중밍(陳炯明)이 내부반란인 6.16 사변을 일으켰고, 광둥 성의 국민정부는 부득이하게 병력 조정에 들어갈 수밖에 없었다. 자연히 포르투갈 식민 정부에 대한 압박은 약해졌고, 첩성 사건에 쏠려있던 민중의 시선도 다른 곳으로 돌아갔으므로 포르투갈 식민 정부는 잠시 동안 첩성 사건에 대한 책임에서 피해갈 수 있었다.
같은 해 11월 포르투갈 식민지 정부와 노동자 대표는 다시 협상에 들어갔으며, 피해를 입은 노동자에게 위로금을 지급하고 해산된 노동조합을 복구시키겠다는 답을 얻어내어 사건이 일단락되었다.

## 영향
사건이 있은 뒤 포르투갈 식민 정부는 해당 사건에 관련된 민간의 논의를 금지하고, 대중 활동을 통제하기 시작했다. 사건 기간 동안에 마카오 시민은 분분히 중국 대륙으로 피신했고, 당시 마카오 인구는 10만 명에서 2만여명 수준까지 감소했다. 피신했던 시민들 대부분은 그 후 몇 년 동안 점차 마카오로 돌아왔으나, 마카오의 노동운동은 사건 후 20여년 동안 정체되었다. 백안당 경찰서는 사건 뒤 오래지 않아 해체되었다.
포르투갈 식민 정부는 마카오의 칭저우(青洲) 지역에서 간척을 계속했고, 폭죽공장과 조선공장이 칭저우로 이전하게 되어 마카오 북부 일대가 공업지역이 되었다. 이후 1950년대에 폭죽공장과 조선공장은 다시 마카오 남부의 타이파섬과 콜로아느섬으로 이전했다.

## 참고자료
- 人民日報，《1911~1949年民國時期的澳門》
- 澳門工會聯合總會 - 工聯概況 - 歷史簡介 - 工聯成立前的澳門工運史略
- 《文史春秋》2005年第08期，「八十多年前澳門「五·二九」大血案真相」
- 吳志良、楊允中. 「五·二九」工潮 보관됨 2009-06-21 - 웨이백 머신. 澳門百科全書. 澳門基金會. 1999年11月1日. ISBN 972-658-078-1. （原始内容存档于2007年11月19日）.
- 唐思. 白眼塘街一段歷史. 澳門風物誌. 九九澳門回家書系. 澳門基金會. 1994年8月. ISBN 7-5057-1421-X.

## 같이 보기
- (중국어 번체)捷成事件